# Шестой Доктор
Шестой Доктор (англ. Sixth Doctor) — шестое воплощение персонажа Доктора из британского научно-фантастического телесериала «Доктор Кто». Его сыграл актёр Колин Бейкер.
Доктор — представитель внеземной расы Повелителей времени с планеты Галлифрей, который при помощи пространственно-временного устройства ТАРДИС путешествует через время и пространство, часто со спутниками. Когда Доктор получает значительные увечья, его тело может «регенерировать», однако при каждом новом воплощении его внешность и характер меняются.

## Биография
Регенерация Пятого Доктора в Шестого шла нестабильно, и он едва не задушил Пэри Браун перед тем, как прийти в здравый рассудок. Шестой Доктор сталкивался со многими старыми врагами: Мастером, далеками, киберлюдьми, сонтаранцами. Также он имел приключение со своим вторым воплощением («Два Доктора»), а также попал на суд от собственной расы — Повелители времени («Суд над Повелителем времени»). Истец этого заседания — Валеярд, является будущим злым воплощением Доктора. События этого суда запутали временную линию Доктора, и впоследствии он попал в компанию Мел Буш, которую на тот момент ещё не знал (авторы сериала решили осложнить сюжет и разъяснить всё в следующем сезоне, который так в итоге и не был снят).
Вероятно, когда ТАРДИС Шестого Доктора была атакована его старым врагом — Рани, он получил травмы и регенерировал в Седьмого Доктора, которого сыграл Сильвестр Маккой, однако точные причины регенерации никогда не назывались.
В серии «Откровение далеков» шестой Доктор утверждает, что ему 900 лет. Хотя никогда не стоит верить утверждениям Доктора по вопросам его возраста.
Шестой Доктор участвовал в спасении Галлифрея в серии «День Доктора».

## Личность
Шестой Доктор отличался очень непредсказуемым характером, иногда будучи даже раздражительным эгоистом. Его кричащий красочный наряд (отличавшийся разными цветами своих половин) отображал его непостоянность. Он был зловещим и красноречивым, подвижным и остроумным. Иногда он был склонен к фаталистическим мыслям. Сам же он считал своё шестое воплощение лучшим из всех. Его любимой присказкой было: «Удивительно!»
Доктор Колина Бейкера был уверен в своих способностях и ненавидел дураков. Он демонстрировал большое самомнение почти всем, кого встречал. Но за своим высокомерием Доктор скрывал другие свои черты: доброту и чуткость, которые впервые проявились в серии «Откровение далеков». Он был способен на любые действия ради высшей цели, и когда эта цель появлялась, то даже его спутники не могли противостоять ему в его стремлении помочь любой ценой.
Шестой Доктор отмечался своей любовью к кошкам. Он всегда носил на лацкане различные значки в виде кошек, объясняя это тем, что это сейчас модно на далекой планете.

### Костюм
Колин Бейкер хотел одеть своего Доктора в чёрный бархат, чтобы подчеркнуть загадочность персонажа, однако продюсер Джон Нэйтан-Тёрнер выбрал костюм в резких несовместимых тонах (позже Колин Бейкер назвал этот костюм «взрывом на радужной фабрике»). Были сохранены знаки вопроса, вышитые на воротнике рубашки, которые впервые появились на одежде Четвёртого Доктора и которые также имела одежда Пятого. Бейкер заменил веточку сельдерея предыдущего Доктора на значок в виде кота. Помимо этого у него имеется разноцветный зонт. Также у Шестого Доктора был синий праздничный костюм, который он надевал всего несколько раз.

## Другие появления
- «Передряга с сонтаранцами» (1985)
- «Измерения во времени» (1993)
- Шестой Доктор участвовал в спасении Галлифрея в серии «День Доктора».

Шестой Доктор также является одним из четырёх воплощений Доктора, принимавших участие в аудиопостановках Big Finish Productions. Он участвовал во многих сериях постановок и потому считается одним из самых популярных Докторов. Пока известно 8 серий аудиопостановок с его участием и их число:
- Monthly Releases (1999-2021): 86 постановок
- Lost Stories (2009-2019): 12 постановок
- Short Trips (2010-2020): 15 постановки
- The Sixth Doctor: The Last Adventure(2015): 4 постановки
- Special Realases(2002-2017): 16 постановок
- Sixth Doctor and Peri(2020): 4 постановки
- Excelis (2002): 1 постановка
- The Stageplays (2008): 1 постановка